# Tolisław
Tolisław – staropolskie imię męskie. Składa się z członów Toli- (toliti – "uspokajać", też: "tulić"), i -sław ("sława"). Znaczenie imienia: "wyciszający sławę", "skromny". Żeński odpowiednik – Tolisława.
Tolisław imieniny obchodzi 25 lutego, 1 kwietnia i 21 grudnia.